# Slag bij Middle Creek
De Slag bij Middle Creek vond plaats op 10 januari 1862 in Floyd County, Kentucky tijdens de Amerikaanse Burgeroorlog. Samen met de Slag bij Mill Springs stootten de Noordelijken via het zuidoosten van Kentucky door naar Tennessee.
Meer dan een maand nadat de Zuidelijken verjaagd werden uit Kentucky na de Slag bij Ivy Mountain, stuurden de ze een nieuwe expeditie om soldaten te rekruteren. Deze operatie stond onder leiding van brigadegeneraal Humphrey Marshall. Hij richtte zijn hoofdkwartier in nabij Paintsville, Kentucky ten noordoosten van Prestonburg. Marshall slaagde erin om ongeveer 2000 te winnen voor de Zuidelijke zaak. Het enige probleem was om al deze mannen uit te rusten met de nodige bewapening.
De Noordelijke brigadegeneraal Don Carlos Buell stuurde kolonel James A. Garfield eropuit om Marshall terug te jagen naar Virginia. Garfield kreeg het bevel over de 18th Brigade. Hij vertrok vanuit Louisa, Kentucky richting Paintsville. De Zuidelijken trokken zich bij het naderen van de Noordelijken terug van Paintsville naar Prestonburg. De opmars van Garfield werd vertraagd door moerassige gebieden en de vele waterlopen. Hij naderde Marshall pas op 9 januari. Rond 04.00 uur in de ochtend van 10 januari marcheerde Garfield 1,5 km naar het zuiden richting de monding van Middle Creek. Daar verjoeg hij na een korte schermutseling Zuidelijke cavalerie, waarna hij westwaarts draaide om Marshall aan te vallen. Marshall formeerde zijn gevechtslinie ten westen zuiden van de Creek. Kort na de middag opende Garfield de aanval. De gevechten duurden de volledige namiddag. Pas toen de Noordelijken versterking kregen, overtuigde dit de Zuidelijken om geen aanval uit te voeren op de vijandelijke linkerflank. De Zuidelijken trokken zich in zuidelijke richting terug en werden op 24 januari teruggeroepen naar Virginia. Na de gevechten trok Garfield op naar Prestonburg om daarna terug te keren naar Paintsville. De Noordelijke greep op Kentucky was onverminderd.
Dankzij deze overwinning en de overwinning in de Slag bij Mill Springs waren de Noordelijken in staat om in februari van dat jaar Tennessee binnen te vallen.

## Bron
- National Park Service - Middle Creek